# Lanchester 40 hp
Lanchester 40 hp är en personbil, tillverkad av den brittiska biltillverkaren Lanchester Motor Company mellan 1919 och 1929. 

## Lanchester 40 hp
Efter första världskriget införde Lanchester en enmodellspolitik. George Lanchester hade konstruerat en lyxbil som kunde mäta sig med samtidens främsta konkurrenter. Bilens chassi hade kvar rötterna från förkrigstiden med stela hjulaxlar upphängda i bladfjädrar, halvelliptiska fram och kantileverfjädring bak. Bromsar fanns bara på bakhjulen.
Den sexcylindriga motorn drog dock nytta av den teknik som utvecklats med krigets flygmotorer. Motorblocket var gjutet i två delar med tre cylindrar var. Det fasta cylinderhuvudet hade en överliggande kamaxel. Motorn hade dubbeltändning med både magnet och batteri. Huvuddelen av bilarna levererades med karosser i aluminium av Lanchesters egen tillverkning.
1924 fick bilen fyrhjulsbromsar. De var fortfarande mekaniska men hade nu ett hydrauliskt servo som drevs från växellådan.
1929 ersattes 40 hp-modellen av en åttacylindrig bil enligt tidens mode. Två år senare köptes Lanchester upp av BSA och snart hade företagets egna modeller ersatts med enklare versioner av Daimler.

## Motor
| Modell | Motor               | Cylindervolym | Effekt | Bränslesystem    |
| ------ | ------------------- | ------------- | ------ | ---------------- |
| 40 hp  | 6-cyl radmotor SOHC | 6178 cm³      | 100 hk | Dubbla förgasare |